# Hajnalbogárfélék
A hajnalbogárfélék (Lycidae) a rovarok (Insecta) osztályában a bogarak (Coleoptera) rendjébe, azon belül a mindenevő bogarak (Polyphaga) alrendjébe tartozó család. A mintegy 160 nembe tartozó 4600 fajuk nagy része a trópusokon él, Magyarországon 7 faj található meg. Magyar nevüket szárnyfedőjük jellegzetes színéről kapták.

## Származásuk, elterjedésük
Fajaik a sarkvidékek kivételével az egész Földön megtalálhatók, de legnagyobb változatosságban a szubtrópusi és trópusi területeken fordulnak elő. A Palearktikus faunatartományban 400 fajuk fordul elő, ezek legtöbbje szűk elterjedésű.

## Megjelenésük, felépítésük

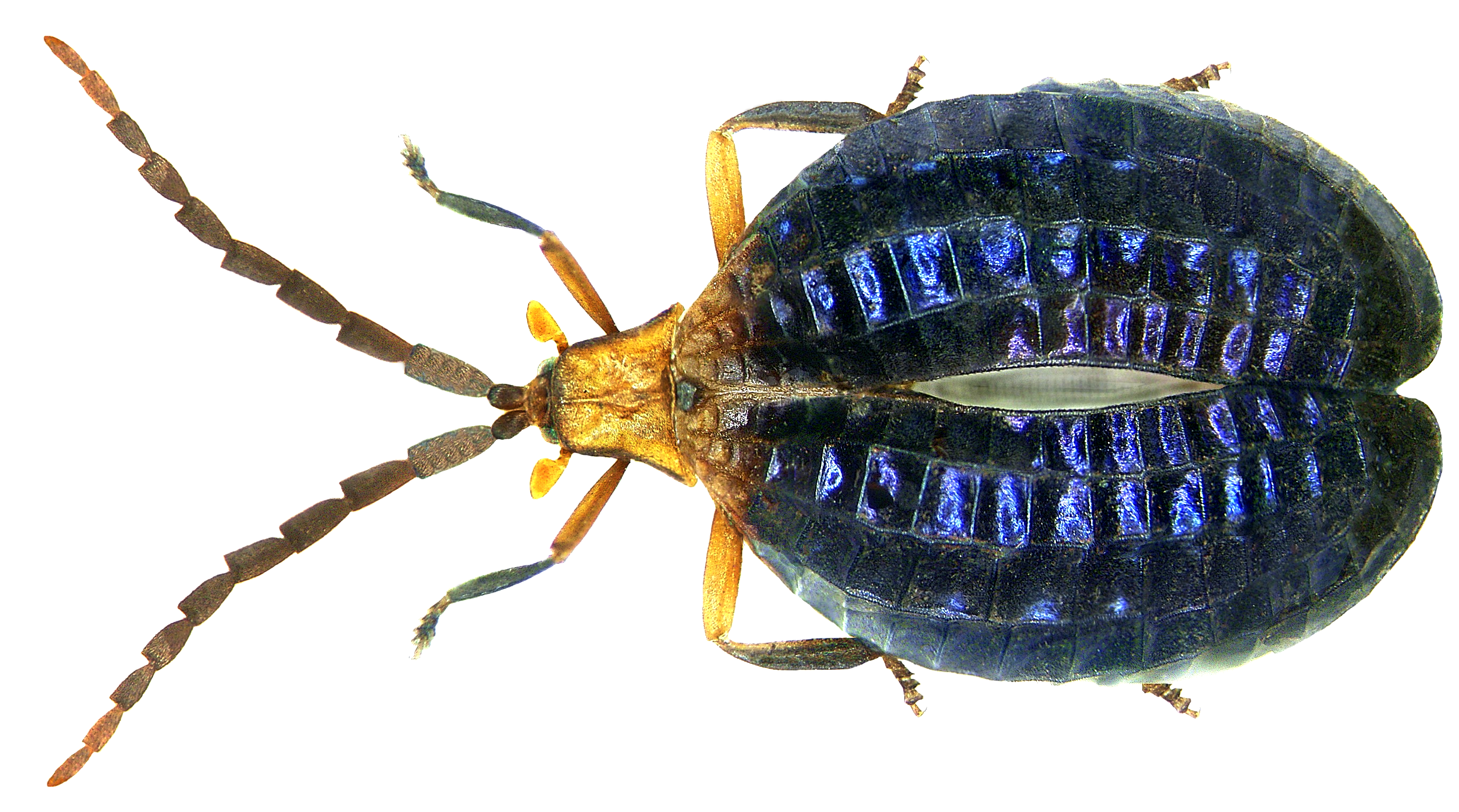
Broxylus pfeifferi, egy trópusi hajnalbogár

Közepes méretű bogarak (3–80 mm). Testük nyújtott, lapított, párhuzamos, vagy hátrafelé kiszélesedő. Háromszögletű fejük sokkal kisebb az előtornál. Szemeik kidudorodóak; 9-11 ízű, a szemek közt a fejpajzson eredő csápjuk hosszú és gyakran fűrészes. Fejük sokszor ormány-szerűen megnyúlt.
Előtoruk harántos, élesen szegélyezett. Olykor benyomatokat visel, ezek alakja és szegélyezettsége fontos határozóbélyeg. Szárnyfedőjük általában egyszínű élénkvörös vagy narancssárga színű, főként a trópusi fajoknál azonban ezzel váltakozó, sötét hosszanti vagy harántos sávokból is állhat. Rajta jellegzetes lefutású bordák és köztük elhelyezkedő pontsorok találhatóak, amitől a szárnyfedő hálós benyomást kelt (innen származik angol elnevezésük). A mérsékelt égövi fajok teste megnyúlt, a trópusokon azonban gyakori a szárnyfedők oldalirányú kiszélesedése. Lábaik egyformák, lábfejük 5-ízű. Potrohuk 6-8 szelvényből áll, világítószervük nincs.
Az európai fajoknál mindkét ivar rendelkezik szárnyakkal, de sok trópusi fajnál a nőstények lárvaszerű megjelenésűek lehetnek (mint például a sokáig rejtélyesnek tartott ún. trilobita-lárvák Indonéziában, melyek valójában a Duliticola paradoxa faj szárnyatlan, neoténiás nőstényei).

## Életmódjuk, élőhelyük
Jellegzetes „trilobita-szerű” lárváik korhadt fákban, tuskókban, avarban fejlődnek; nyálkagombákkal táplálkoznak.
Rövid életű imágóik nappali állatok, korhadó faanyagon, fakéreg alatt, virágokon (főleg ernyősvirágzatúakon) találhatóak meg. A kifejlett rovar ritkán távolodik el a lárva élőhelyétől. Egy részük nektárfogyasztó, mások egyáltalán nem táplálkoznak kifejletten. A nálunk elő fajok többnyire sok holt fát tartalmazó, párás, zárt erdőségekben élnek, nagyobb részük ritkaság.
Mérgezőek, a hemolimfájuk egy licidsavnak nevezett (lycidic acid), többszörösen telítetlen zsírsavszármazékot tartalmaz, mely megvédi őket a ragadozóktól.

## Rendszertani felosztásuk
Ateliinae alcsalád (Kleine, 1928)
Calochrominae alcsalád (Lacordaire, 1857)
Calochromus (Guérin Méneville, 1833)
Caloptognatha (Green, 1954)
Lucaina (Dugés, 1878)
Lygistopterus (Dejean, 1833)
Duliticolinae alcsalád (Kazantsev, 2003)
Erotinae alcsalád (LeConte, 1881)
Adoceta (Bourgeois, 1882)
Benibotarus (Kono, 1932)
Dictyoptera (Latreille, 1829)
Eropterus (Green, 1951)
Eros (Newman, 1838)
Lopheros (LeConte, 1881)
Platycis (Thomson, 1864)
Leptolycinae alcsalád (Leng and Mutchler, 1922)
Lycinae alcsalád (Laporte, 1836)
Caenia (Newman, 1838)
Calopteron (Laporte, 1838)
Idiopteron (Bourgeois, 1905)
Leptoceletes (Green, 1952)
Lyconotus (Green, 1949)
Lycus (Fabricius, 1787)
Metriorrhynchinae alcsalád (Kleine, 1926)
Platerodinae alcsalád (Kleine, 1928)
Falsocalleros (Pic, 1933)
Melaneros (Fairmaire, 1879)
Plateros (Bourgeois, 1879)
Thilmaninae alcsalád (Kazantsev, 2004)
Jelen rendszertanok az Elateroidea-n belül a lágybogárfélék rokonságában helyezik el.
Régebbi rendszerek a Diversicornia (Különböző csápú bogarak) had Malacodermata (Lágytestű bogarak) családsorozatában tárgyalták.

## Magyarországon előforduló fajok
Dictyopterinae
DICTYOPTERINI
Benibotarus (Kono, 1932)
Tarnóci hajnalbogár (Benibotarus taygetanus) (Pic, 1905) (=Benibotarus fiedleri (Reitter, 1907), =Dicyoptera Fiedleri)
Dicyoptera (Latreille, 1829)
Nagy hajnalbogár (Dicyoptera aurora) (Herbst, 1874)
Platycis (C.G.Thomson, 1874)
Kis hajnalbogár (Platycis minutus) (Fabricius, 1787) (=Platycis minuta)
Pyropterus (Mulsant, 1838)
Skarlátvörös hajnalbogár (Pyropterus nigroruber) (DeGeer, 1744) (=Pyropterus affinis (Paykull, 1799))
Lycinae
CALOCHROMINI
Lygistopterus (Mulsant, 1838)
Vérbogár (Lygistopterus sanguineus) (Linnaeus, 1858)
EROTINI
Erotides (Waterhouse, 1879)
Szegélyesnyakú hajnalbogár (Erotides cosnardi) (Chevrolat, 1838) (=Platycis cosnardi)
Lopheros (Leconte, 1881)
Cinóbervörös hajnalbogár (Lopheros rubens) (Gyllenhal, 1817) (=Aplatopterus rubens)

## Képek

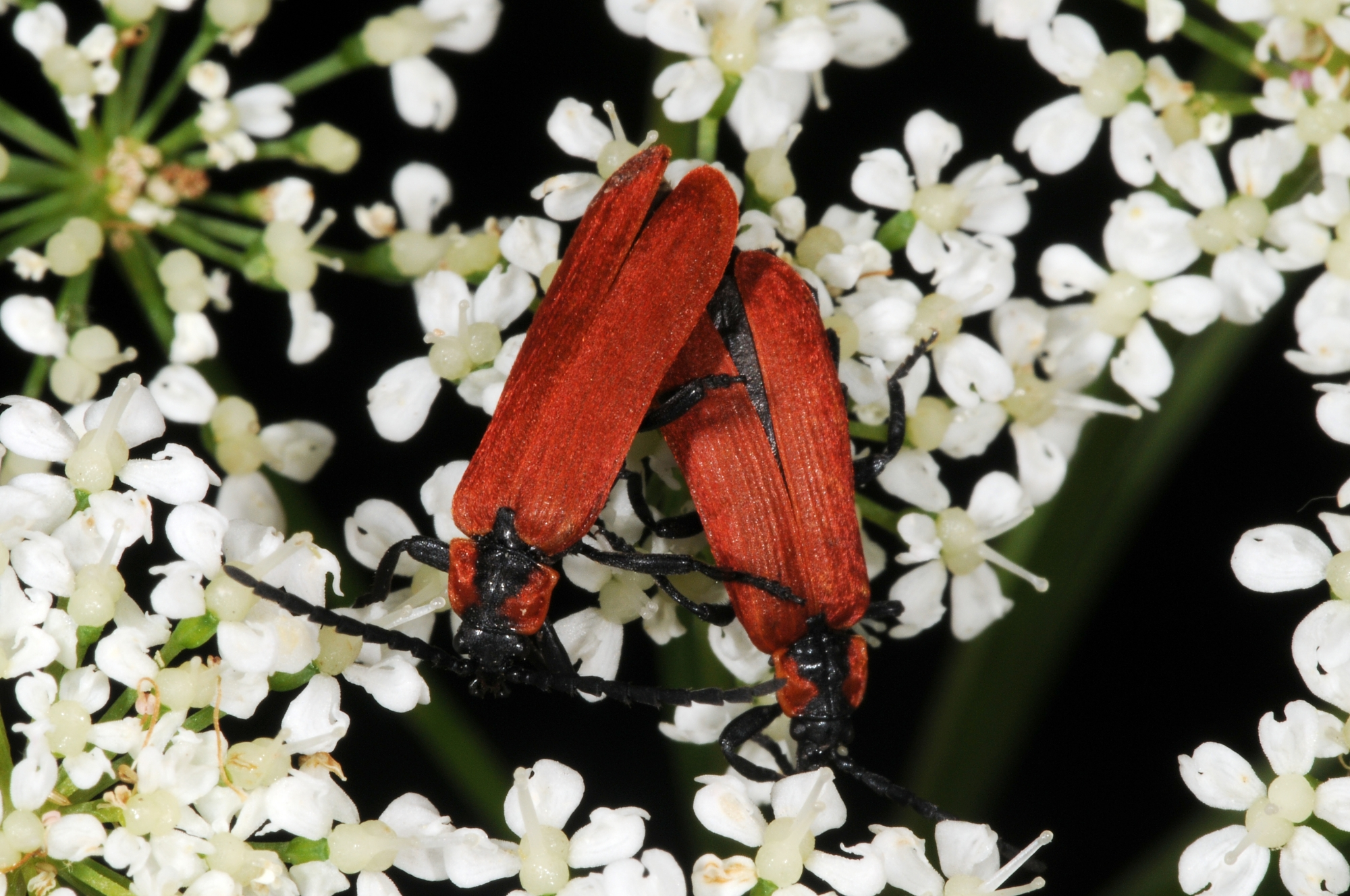
Vérbogár (Lygistopterus sanguineus)
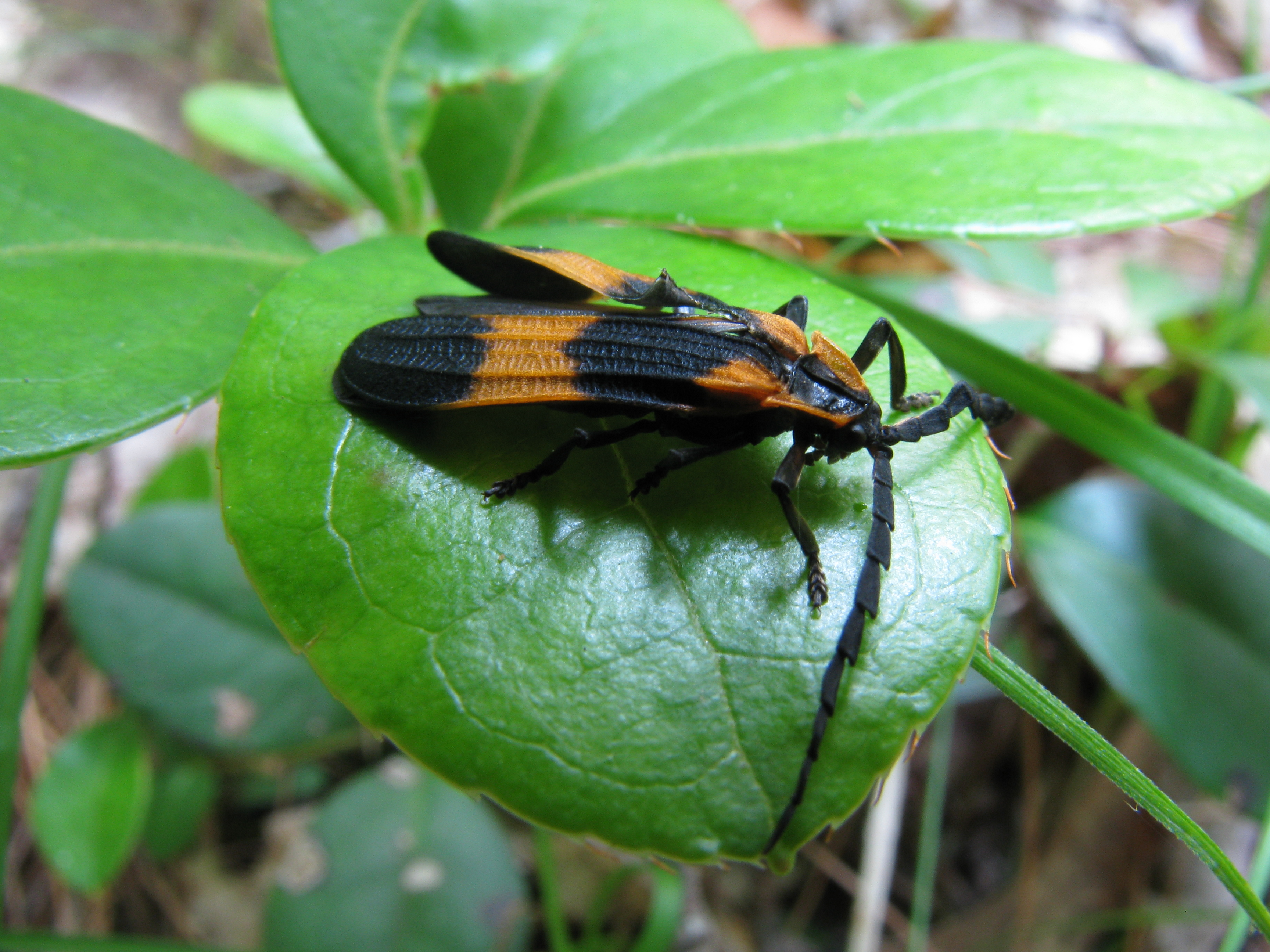
Calopteron reticulatum
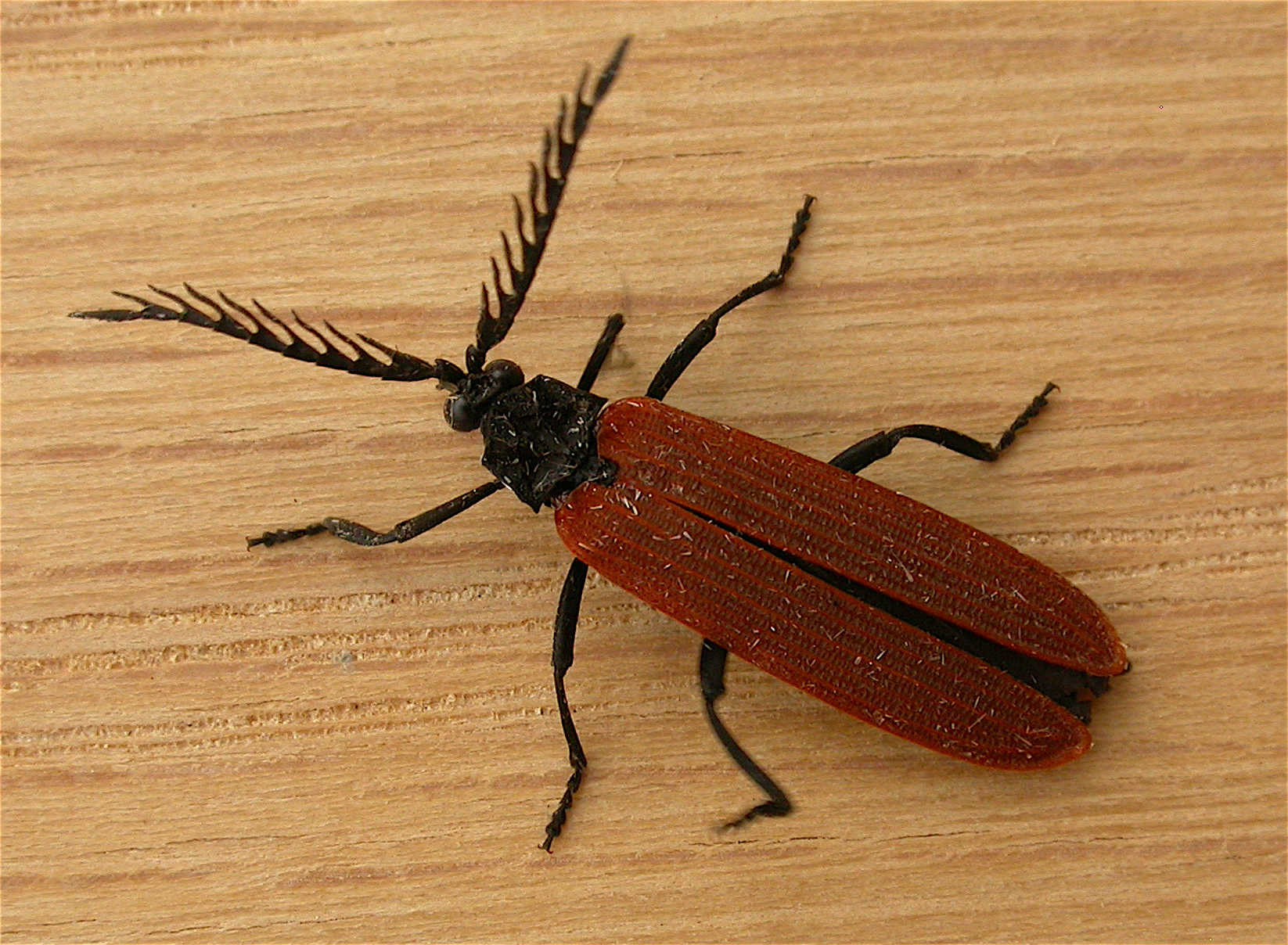
Porrostoma sp.
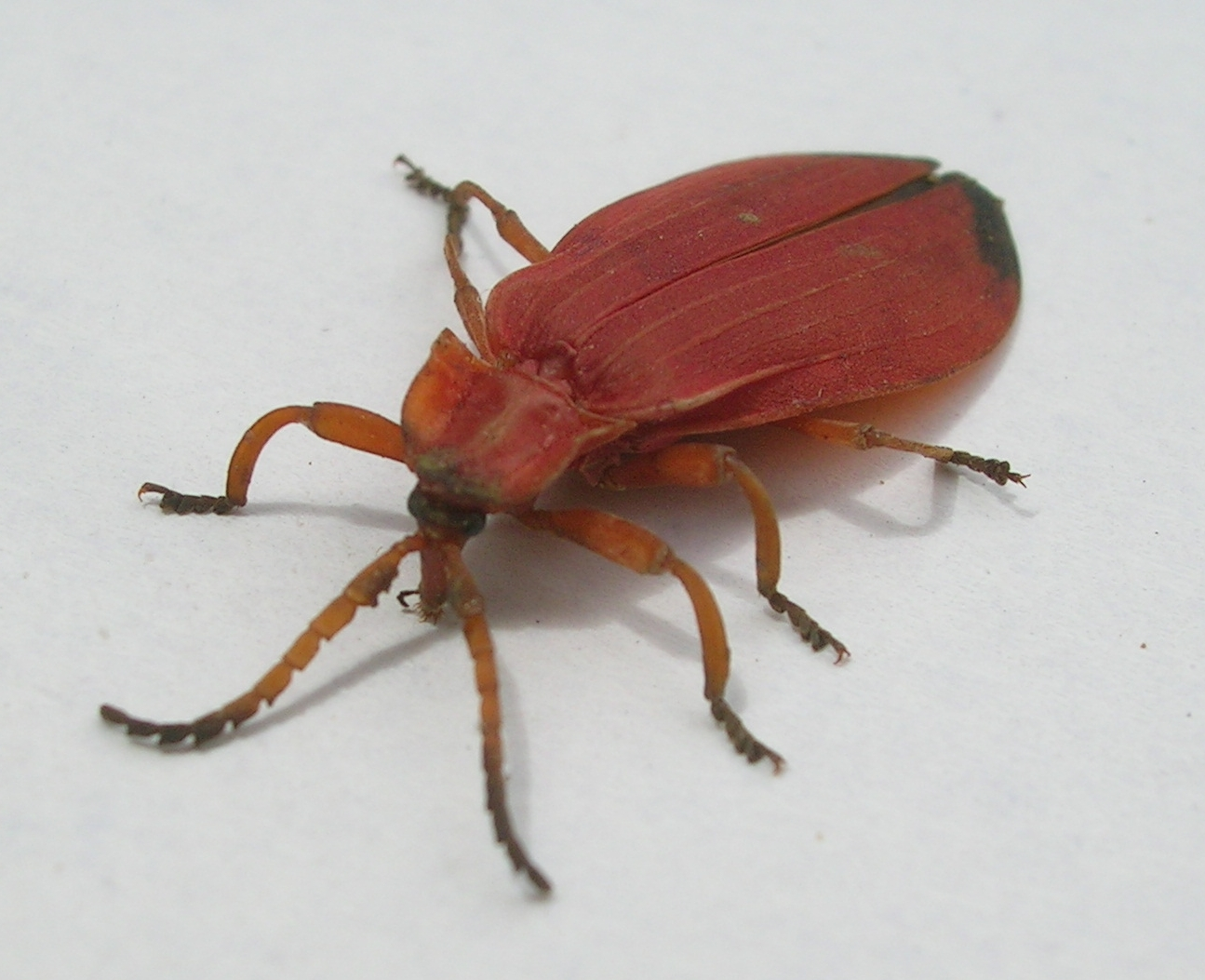
Hajnalbogár Indiából
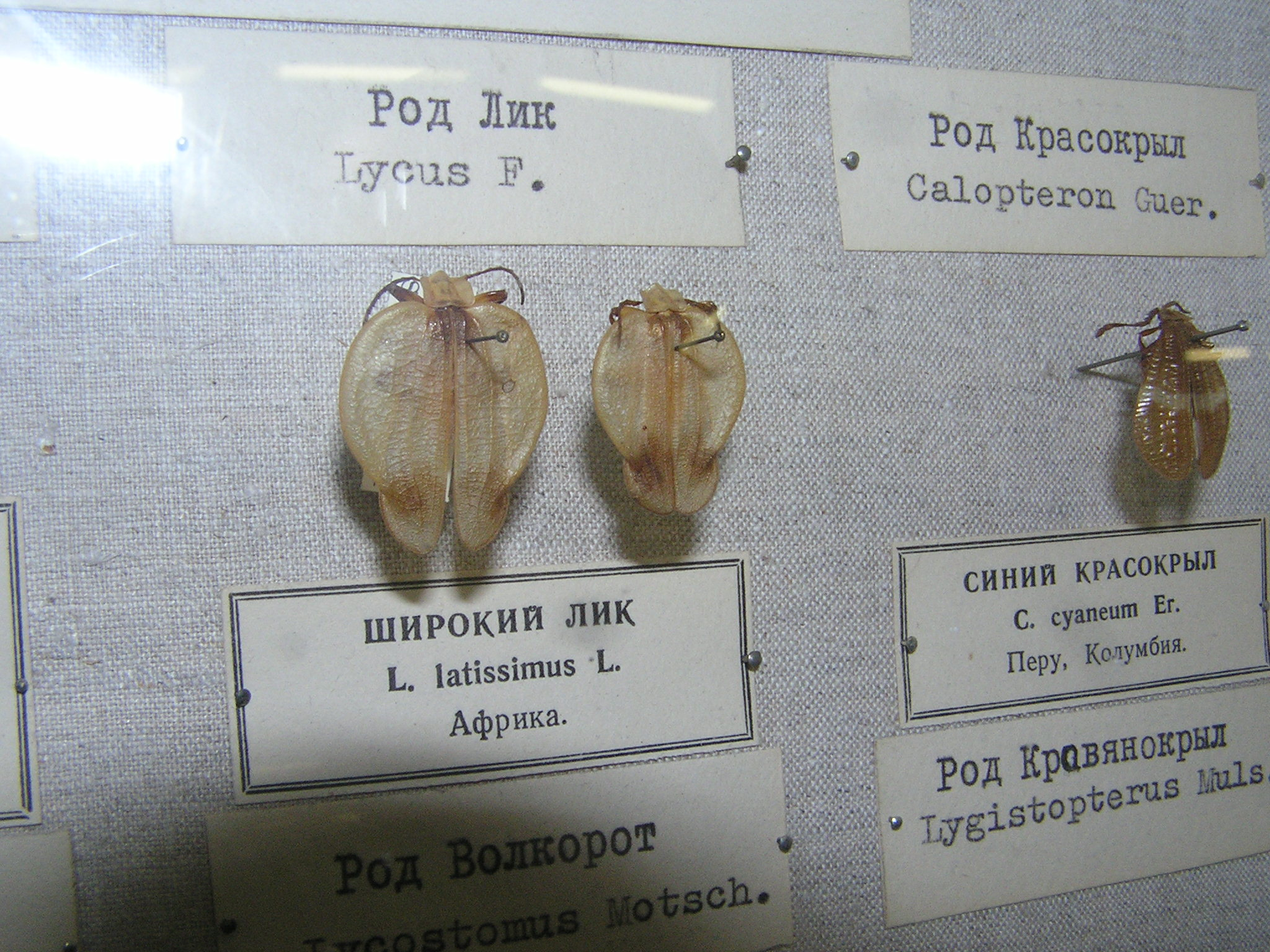
Hajnalbogarak gyűjteményben
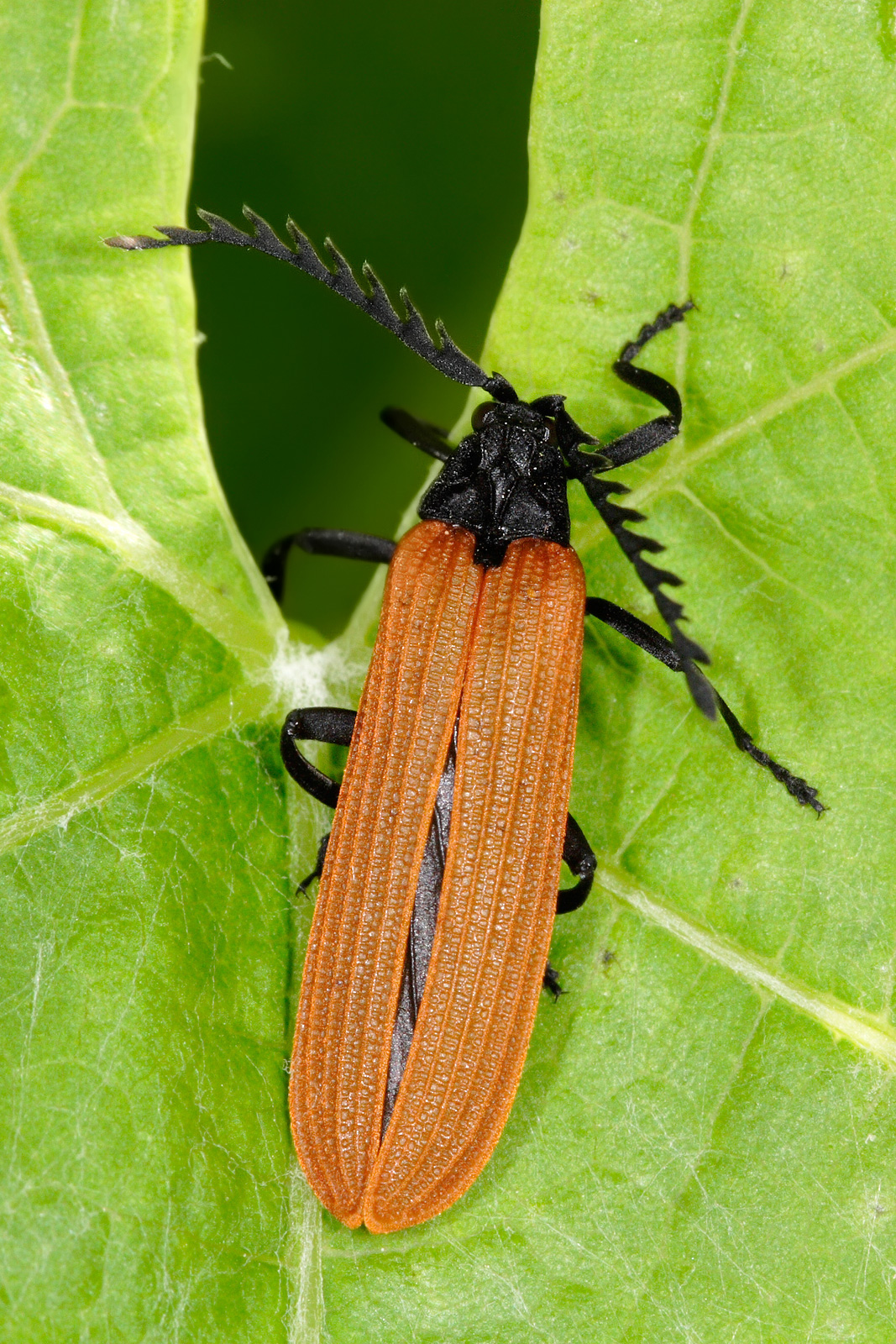
Metriorrhynchus rhipidius